# 正阳河街道
正阳河街道是中国黑龙江省哈尔滨市道里区下辖的一个街道，位于松北大道南端。